# Mariano Escobedo, Mariano Escobedo
Mariano Escobedo är en ort i Mexiko.   Den ligger i kommunen Mariano Escobedo och delstaten Veracruz, i den sydöstra delen av landet, 220 km öster om huvudstaden Mexico City. Mariano Escobedo ligger 1 533 meter över havet och antalet invånare är 3 188.
Terrängen runt Mariano Escobedo är kuperad österut, men västerut är den bergig. Runt Mariano Escobedo är det mycket tätbefolkat, med 1 361 invånare per kvadratkilometer. Närmaste större samhälle är Orizaba, 7,5 km söder om Mariano Escobedo. Trakten runt Mariano Escobedo består till största delen av jordbruksmark.